# Jujutsu Kaisen
Jujutsu Kaisen (呪術廻戦, litt. « Combat de sorcellerie ») est un shōnen manga de Gege Akutami, prépublié dans le magazine Weekly Shōnen Jump entre mars 2018 et septembre 2024 et publié par l'éditeur Shūeisha en volumes reliés. La version française est éditée par Ki-oon.
Une adaptation en série d'animation produite par le studio Mappa est diffusée entre octobre 2020 et mars 2021. Le manga préquel Jujutsu Kaisen 0 est également adapté en film d'animation en décembre 2021. Une deuxième saison est diffusée de juillet à décembre 2023. Une troisième saison est annoncée.
Jujutsu Kaisen est le manga le plus vendu au Japon sur les années fiscales 2021, 2022 et 2024, et le tirage total de la série s'élève à 100 millions d'exemplaires en septembre 2024. La première saison de l'anime remporte le titre d'« Anime de l'année » aux Anime Awards 2021 de Crunchyroll le 20 février 2021.

## Synopsis
L'intrigue de Jujutsu Kaisen se déroule dans un monde où l'énergie occulte existe. Créée à partir de la force des émotions négatives des êtres humains, elle se matérialise au travers de démons appelés Fléaux. Ceux-ci sont invisibles aux yeux des humains, sauf pour une poignée de personnes, capables d'interagir avec eux et de maîtriser leurs émotions (et donc leur énergie occulte) : les Exorcistes. Le métier d'exorciste consiste à éliminer les Fléaux et protéger les humains non-exorcistes de ces derniers, puisque l'on ne peut vaincre les Fléaux qu'en utilisant de l'énergie occulte. Cette mission n'est pas sans dangers, les Fléaux pouvant être d'une grande puissance.
Yūji Itadori, un lycéen lambda doté d'une force surhumaine et membre du club de spiritisme, trouve un jour dans l'abri météo de son lycée une relique (un objet imprégné d'énergie occulte) de rang S (le plus haut rang de puissance des fléaux), protégée par un sceau. Sasaki et Iguchi, ses amis du club, restent le soir au lycée pour inspecter la relique, tandis que Yūji est à l'hôpital, où son grand-père vient tout juste de décéder. La relique qu'ils ont trouvée est un des 20 doigts de Ryōmen Sukuna, le plus puissant des fléaux. En libérant le doigt du sceau, Sasaki et Iguchi se font attaquer par de nombreux fléaux. Yūji, apprenant l'existence de ces derniers, retourne le plus vite possible au lycée en compagnie d'un exorciste pour sauver ses amis. Lors d'un affrontement contre un Fléau, il ingurgite la relique pour devenir plus puissant et sauver ses amis.
En avalant cette relique, Ryōmen Sukuna prend possession du corps de Yūji, mais cette possession n'est que de courte durée, le garçon arrivant étonnamment à reprendre le contrôle. Les exorcistes décident dans un premier temps de condamner à mort Yūji, afin d'éloigner la menace qu'est Sukuna, mais grâce à l'intervention du plus puissant des exorcistes, Satoru Gojo (en), ils décident finalement d'utiliser Yūji comme réceptacle de Sukuna et de le tuer le jour où il aura avalé tous ses doigts, seule façon d'éliminer Sukuna définitivement. 
De là, démarre une aventure qui mènera Yūji à devenir un puissant exorciste pour sauver les innocents d'une mort indigne et à éliminer les fléaux de ce monde pour préserver l'humanité.

## Manga
Jujutsu Kaisen est scénarisé et dessiné par Gege Akutami. Un prologue de quatre chapitres nommé Tokyo Metropolitan Curse Technical School est publié dans le magazine Jump GIGA entre avril et juillet 2017, avant d'être publié en un volume relié sous le titre Jujutsu Kaisen 0 en décembre 2018. La série débute sa prépublication dans le Weekly Shōnen Jump le 5 mars 2018,. Le dernier chapitre est sorti le 30 septembre 2024. Les chapitres sont rassemblés en volumes reliés sous format tankōbon publiés par Shūeisha avec un premier volume sorti le 4 juillet 2018. Au total, 30 volumes sont sortis au 25 décembre 2024 avec les deux derniers tomes sortis en même temps et qui contiennent 16 pages supplémentaires proposant quatre épilogues sur Yūko Ozawa, Uraume, Nobara Kugisaki et Panda.
La série connaît plusieurs pauses en raison de l'état de santé de son auteur, une première fois en février 2021 et une seconde en juin 2021.
La version française est publiée par Ki-oon avec les deux premiers volumes sortis le 6 février 2020,, devenant le meilleur démarrage de la maison d'édition devant My Hero Academia avec 275 000 exemplaires vendus sur son année de lancement.
Shūeisha débute la prépublication de la version anglaise en simultané sur l'application et le site web Manga Plus en janvier 2019. Viz Media publie la version numérique anglaise des trois premiers chapitres en simultané dans le cadre de son programme « Jump Start ». En mars 2019, Viz Media annonce la version imprimée de la série en Amérique du Nord avec un premier volume sorti le 3 décembre 2019.

### Liste des volumes

#### Volume 0
| no | Japonais        | Japonais          | Français         | Français          |
| no | Date de sortie  | ISBN              | Date de sortie   | ISBN              |
| --- | --------------- | ----------------- | ---------------- | ----------------- |
| 0 | 4 décembre 2018 | 978-4-08-881672-2 | 1er octobre 2020 | 979-10-327-0668-8 |
| Liste des chapitres : - Chapitre 0.1 : Le maudit (呪いの子, Noroi no Ko) - Chapitre 0.2 : De plus en plus sombre (黒く黒く, Kuroku Kuroku) - Chapitre 0.3 : Châtiment pour les faibles (弱者に罰を, Jakusha ni Batsuo) - Chapitre 0.4 : Ténèbres éblouissantes (眩しい闇, Mabushii Yami) |                 |                   |                  |                   |

#### Volumes 1 à 10
| no | Japonais         | Japonais          | Français         | Français          |
| no | Date de sortie   | ISBN              | Date de sortie   | ISBN              |
| --- | ---------------- | ----------------- | ---------------- | ----------------- |
| 1 | 4 juillet 2018   | 978-4-08-881516-9 | 6 février 2020   | 979-10-327-0554-4 |
| Liste des chapitres : - Chapitre 1 : Ryomen Sukuna (両面宿儺, Ryōmen Sukuna) - Chapitre 2 : Condamnation secrète (秘匿死刑, Hitoku Shikei) - Chapitre 3 : Pour moi-même (自分のために, Jibun no Tameni) - Chapitre 4 : La bâtisseuse (鉄骨娘, Tekkotsu Musume) - Chapitre 5 : Un début (始まり, Hajimari) - Chapitre 6 : Naissance de la matrice (1) (呪胎戴天, Jutaitaiten) - Chapitre 7 : Naissance de la matrice (2) (呪胎戴天 -弐-, Jutaitaiten -ni-) |                  |                   |                  |                   |
| 2 | 4 septembre 2018 | 978-4-08-881608-1 | 6 février 2020   | 979-10-327-0553-7 |
| Liste des chapitres : - Chapitre 8 : Naissance de la matrice (3) (呪胎戴天 -参-, Jutaitaiten -san-) - Chapitre 9 : Naissance de la matrice (4) (呪胎戴天 -肆-, Jutaitaiten -shi-) - Chapitre 10 : Après la pluie (雨後, Ugo) - Chapitre 11 : Un rêve (ある夢想, Aru Musō) - Chapitre 12 : En avant (邁進, Maishin) - Chapitre 13 : Séance ciné (映画鑑賞, Eiga kanshō) - Chapitre 14 : Attaque-surprise (急襲, Kyūshū) - Chapitre 15 : Territoire (展開, Tenkai) - Chapitre 16 : Sentiments (情, Jō) |                  |                   |                  |                   |
| 3 | 4 décembre 2018  | 978-4-08-881666-1 | 4 juin 2020      | 979-10-327-0607-7 |
| Liste des chapitres : - Chapitre 17 : L'ennui (退屈, Taikutsu) - Chapitre 18 : Les cancres (底辺, Teihen) - Chapitre 19 : Petit poisson et retour de bâton (1) (幼魚と逆罰, Yōgyo to Sakabachi) - Chapitre 20 : Petit poisson et retour de bâton (2) (幼魚と逆罰 -弐-, Yōgyo to Sakabachi -ni-) - Chapitre 21 : Petit poisson et retour de bâton (3) (幼魚と逆罰 -参-, Yōgyo to Sakabachi -san-) - Chapitre 22 : Petit poisson et retour de bâton (4) (幼魚と逆罰 -肆-, Yōgyo to Sakabachi -shi-) - Chapitre 23 : Petit poisson et retour de bâton (5) (幼魚と逆罰 -伍-, Yōgyo to Sakabachi -go-) - Chapitre 24 : Petit poisson et retour de bâton (6) (幼魚と逆罰 -陸-, Yōgyo to Sakabachi -roku-) - Chapitre 25 : Intransigeance (固陋蠢愚, Korōshungu) |                  |                   |                  |                   |
| 4 | 4 mars 2019      | 978-4-08-881756-9 | 27 août 2020     | 979-10-327-0634-3 |
| Liste des chapitres : - Chapitre 26 : Pour toi, un jour (いつかの君へ, Itsuka no Kimi e) - Chapitre 27 : Et si... (もしも, Moshimo) - Chapitre 28 : Je vais te buter (殺してやる, Koro Shite Yaru) - Chapitre 29 : Evolution (成長, Seichō) - Chapitre 30 : Egoisme (我儘, Wagamama) - Chapitre 31 : A demain (また明日, Mata Ashita) - Chapitre 32 : Regrets (反省, Hansei) - Chapitre 33 : Le tournoi - Epreuve par équipes (1) (京都姉妹校交流会 -団体戦⓪-, Kyōto Shimai-kō Kōryū-kai -Dantai-sen 0-) - Chapitre 34 : Le tournoi - Epreuve par équipes (2) (京都姉妹校交流会 -団体戦①-, Kyōto Shimai-kō Kōryū-kai -Dantai-sen 1-) |                  |                   |                  |                   |
| 5 | 2 mai 2019       | 978-4-08-881828-3 | 1er octobre 2020 | 979-10-327-0656-5 |
| Liste des chapitres : - Chapitre 35: Le tournoi - Epreuve par équipes (3) (京都姉妹校交流会 -団体戦②-, Kyōto Shimai-kō Kōryū-kai -Dantai-sen 2-) - Chapitre 36: Le tournoi - Epreuve par équipes (4) (京都姉妹校交流会 -団体戦③-, Kyōto Shimai-kō Kōryū-kai -Dantai-sen 3-) - Chapitre 37: Le tournoi - Epreuve par équipes (5) (京都姉妹校交流会 -団体戦④-, Kyōto Shimai-kō Kōryū-kai -Dantai-sen 4-) - Chapitre 38: Le tournoi - Epreuve par équipes (6) (京都姉妹校交流会 -団体戦⑤-, Kyōto Shimai-kō Kōryū-kai -Dantai-sen 5-) - Chapitre 39: Le tournoi - Epreuve par équipes (7) (京都姉妹校交流会 -団体戦⑥-, Kyōto Shimai-kō Kōryū-kai -Dantai-sen 6-) - Chapitre 40: Le tournoi - Epreuve par équipes (8) (京都姉妹校交流会 -団体戦⑦-, Kyōto Shimai-kō Kōryū-kai -Dantai-sen 7-) - Chapitre 41: Le tournoi - Epreuve par équipes (9) (京都姉妹校交流会 -団体戦⑧-, Kyōto Shimai-kō Kōryū-kai -Dantai-sen 8-) - Chapitre 42: Le tournoi - Epreuve par équipes (10) (京都姉妹校交流会 -団体戦⑨-, Kyōto Shimai-kō Kōryū-kai -Dantai-sen 9-) - Chapitre 43: Le tournoi - Epreuve par équipes (11) (京都姉妹校交流会 -団体戦⑩-, Kyōto Shimai-kō Kōryū-kai -Dantai-sen 10-) |                  |                   |                  |                   |
| 6 | 4 juillet 2019   | 978-4-08-881876-4 | 3 décembre 2020  | 979-10-327-0667-1 |
| Liste des chapitres : - Chapitre 44 : Le tournoi - Epreuve par équipes (12) (京都姉妹校交流会 -団体戦⑪-, Kyōto Shimai-kō Kōryū-kai -Dantai-sen 11-) - Chapitre 45 : Sage (賢者, Kenja) - Chapitre 46 : Du temps (時間, Jikan) - Chapitre 47 : Objet maudit (呪具, Jugu) - Chapitre 48 : Rayon noir (黒閃, Kokusen) - Chapitre 49 : Etriqué (窮屈, Kyūkutsu) - Chapitre 50 : Pressentiment (予感, Yokan) - Chapitre 51 : Compositions florales (供花, Kuge) - Chapitre 52 : Hors norme (規格外, Kikaku-gai) |                  |                   |                  |                   |
| 7 | 4 octobre 2019   | 978-4-08-882076-7 | 4 février 2021   | 979-10-327-0751-7 |
| Liste des chapitres : - Chapitre 53 : Accomplissement (完遂, Kansui) - Chapitre 54 : Le match de base-ball (呪術甲子園, Jujutsu Kōshien) - Chapitre 55 : Instinct grégaire (1) (起首雷同, Kishu Raidō) - Chapitre 56 : Instinct grégaire (2) (起首雷同 -弐-, Kishu Raidō -ni-) - Chapitre 57 : Instinct grégaire (3) (起首雷同 -参-, Kishu Raidō -san-) - Chapitre 58 : Instinct grégaire (4) (起首雷同 -肆-, Kishu Raidō -shi-) - Chapitre 59 : Instinct grégaire (5) (起首雷同 -伍-, Kishu Raidō -go-) - Chapitre 60 : Instinct grégaire (6) (起首雷同 -陸-, Kishu Raidō -roku-) - Chapitre 61 : Instinct grégaire (7) (起首雷同 -漆-, Kishu Raidō -shichi-) |                  |                   |                  |                   |
| 8 | 4 janvier 2020   | 978-4-08-882168-9 | 1er avril 2021   | 979-10-327-0763-0 |
| Liste des chapitres : - Chapitre 62 : Instinct grégaire (8) (起首雷同-捌-, Kishu Raidō -hachi-) - Chapitre 63 : Complices (共犯, Kyōhan) - Chapitre 64 : Voilà pourquoi (そういうこと, Sō iu Koto) - Chapitre 65 : Trésor caché (1) (壊玉, Kaigyoku) - Chapitre 66 : Trésor caché (2) (壊玉ー弐ー, Kaigyoku -ni-) - Chapitre 67 : Trésor caché (3) (壊玉ー参ー, Kaigyoku -san-) - Chapitre 68 : Trésor caché (4) (壊玉ー肆ー, Kaigyoku -shi-) - Chapitre 69 : Trésor caché (5) (壊玉ー伍ー, Kaigyoku -go-) - Chapitre 70 : Trésor caché (6) (壊玉ー陸ー, Kaigyoku -roku-) |                  |                   |                  |                   |
| 9 | 4 janvier 2020   | 978-4-08-882218-1 | 3 juin 2021      | 979-10-327-0782-1 |
| Liste des chapitres : - Chapitre 71 : Trésor caché (7) (壊玉ー漆ー, Kaigyoku -shichi-) - Chapitre 72 : Trésor caché (8) (壊玉ー捌ー, Kaigyoku -hachi-) - Chapitre 73 : Trésor caché (9) (壊玉ー玖ー, Kaigyoku -ku-) - Chapitre 74 : Trésor caché (10) (壊玉ー拾ー, Kaigyoku -jū-) - Chapitre 75 : Trésor caché (11) (壊玉ー拾壱ー, Kaigyoku -jū ichi-) - Chapitre 76 : Mort prématurée (1) (玉折, Gyokusets) - Chapitre 77 : Mort prématurée (2) (玉折 -弐-, Gyokusetsu -ni-) - Chapitre 78 : Mort prématurée (3) (玉折 -参-, Gyokusetsu -san-) - Chapitre 79 : À partir de maintenant (これからの話, Korekara no Hanashi) |                  |                   |                  |                   |
| 10 | 4 mars 2020      | 978-4-08-882274-7 | 26 août 2021     | 979-10-327-0785-2 |
| Liste des chapitres : - Chapitre 80 : La veille de la fête (1) (宵祭り, Yoimatsuri) - Chapitre 81 : La veille de la fête (2) (宵祭り-弐-, Yoimatsuri -ni-) - Chapitre 82 : La veille de la fête (3) (宵祭り-参-, Yoimatsuri -san-) - Chapitre 83 : Le drame de Shibuya (1) (渋谷事変 1, Shibuya Jihen 1) - Chapitre 84 : Le drame de Shibuya (2) (渋谷事変 2, Shibuya Jihen 2) - Chapitre 85 : Le drame de Shibuya (3) (渋谷事変 3, Shibuya Jihen 3) - Chapitre 86 : Le drame de Shibuya (4) (渋谷事変 4, Shibuya Jihen 4) - Chapitre 87 : Le drame de Shibuya (5) (渋谷事変 5, Shibuya Jihen 5) - Chapitre 88 : Le drame de Shibuya (6) (渋谷事変 6, Shibuya Jihen 6) |                  |                   |                  |                   |

#### Volumes 11 à 20
| no | Japonais         | Japonais                                                                 | Français           | Français                                                                   |
| no | Date de sortie   | ISBN                                                                     | Date de sortie     | ISBN                                                                       |
| --- | ---------------- | ------------------------------------------------------------------------ | ------------------ | -------------------------------------------------------------------------- |
| 11 | 4 juin 2020      | 978-4-08-882296-9                                                        | 14 octobre 2021    | 979-10-327-0788-3                                                          |
| Liste des chapitres : - Chapitre 89 : Le drame de Shibuya (7) (渋谷事変 7, Shibuya Jihen 7) - Chapitre 90 : Le drame de Shibuya (8) (渋谷事変 8, Shibuya Jihen 8) - Chapitre 91 : Le drame de Shibuya (9) (渋谷事変 9, Shibuya Jihen 9) - Chapitre 92 : Le drame de Shibuya (10) (渋谷事変 10, Shibuya Jihen 10) - Chapitre 93 : Le drame de Shibuya (11) (渋谷事変 11, Shibuya Jihen 11) - Chapitre 94 : Le drame de Shibuya (12) (渋谷事変 12, Shibuya Jihen 12) - Chapitre 95 : Le drame de Shibuya (13) (渋谷事変 13, Shibuya Jihen 13) - Chapitre 96 : Le drame de Shibuya (14) (渋谷事変 14, Shibuya Jihen 14) - Chapitre 97 : Le drame de Shibuya (15) (渋谷事変 15, Shibuya Jihen 15) |                  |                                                                          |                    |                                                                            |
| 12 | 4 août 2020      | 978-4-08-882381-2                                                        | 2 décembre 2021    | 979-10-327-0790-6                                                          |
| Liste des chapitres : - Chapitre 98 : Le drame de Shibuya (16) (渋谷事変 16, Shibuya Jihen 16) - Chapitre 99 : Le drame de Shibuya (17) (渋谷事変 17, Shibuya Jihen 17) - Chapitre 100 : Le drame de Shibuya (18) (渋谷事変 18, Shibuya Jihen 18) - Chapitre 101 : Le drame de Shibuya (19) (渋谷事変 19, Shibuya Jihen 19) - Chapitre 102 : Le drame de Shibuya (20) (渋谷事変 20, Shibuya Jihen 20) - Chapitre 103 : Le drame de Shibuya (21) (渋谷事変 21, Shibuya Jihen 21) - Chapitre 104 : Le drame de Shibuya (22) (渋谷事変 22, Shibuya Jihen 22) - Chapitre 105 : Le drame de Shibuya (23) (渋谷事変 23, Shibuya Jihen 23) - Chapitre 106 : Le drame de Shibuya (24) (渋谷事変 24, Shibuya Jihen 24) |                  |                                                                          |                    |                                                                            |
| 13 | 2 octobre 2020   | 978-4-08-882429-1                                                        | 10 février 2022    | 979-10-327-1094-4 (édition standard) 979-10-327-1093-7 (édition collector) |
| Extra: En France, l'édition collector de ce volume est comprise avec une jaquette réversible reprenant la couverture du numéro de l'été 2021 du magazine Jump GIGA SUMMER 2021 (ジャンプGIGA 2021 SUMMER 2021) paru au Japon le 1er septembre 2021, un ex-libris, un marque-page magnétique ainsi que le premier roman,.Liste des chapitres : - Chapitre 107 : Le drame de Shibuya (25) (渋谷事変 25, Shibuya Jihen 25) - Chapitre 108 : Le drame de Shibuya (26) (渋谷事変 26, Shibuya Jihen 26) - Chapitre 109 : Le drame de Shibuya (27) (渋谷事変 27, Shibuya Jihen 27) - Chapitre 110 : Le drame de Shibuya (28) (渋谷事変 28, Shibuya Jihen 28) - Chapitre 111 : Le drame de Shibuya (29) (渋谷事変 29, Shibuya Jihen 29) - Chapitre 112 : Le drame de Shibuya (30) (渋谷事変 30, Shibuya Jihen 30) - Chapitre 113 : Le drame de Shibuya (31) (渋谷事変 31, Shibuya Jihen 31) - Chapitre 114 : Le drame de Shibuya (32) (渋谷事変 32, Shibuya Jihen 32) - Chapitre 115 : Le drame de Shibuya (33) (渋谷事変 33, Shibuya Jihen 33) |                  |                                                                          |                    |                                                                            |
| 14 | 4 janvier 2021   | 978-4-08-882534-2                                                        | 7 avril 2022       | 979-10-327-1119-4                                                          |
| Liste des chapitres : - Chapitre 116 : Le drame de Shibuya (34) (渋谷事変 34, Shibuya Jihen 34) - Chapitre 117 : Le drame de Shibuya (35) (渋谷事変 35, Shibuya Jihen 35) - Chapitre 118 : Le drame de Shibuya (36) (渋谷事変 36, Shibuya Jihen 36) - Chapitre 119 : Le drame de Shibuya (37) (渋谷事変 37, Shibuya Jihen 37) - Chapitre 120 : Le drame de Shibuya (38) (渋谷事変 38, Shibuya Jihen 38) - Chapitre 121 : Le drame de Shibuya (39) (渋谷事変 39, Shibuya Jihen 39) - Chapitre 122 : Le drame de Shibuya (40) (渋谷事変 40, Shibuya Jihen 40) - Chapitre 123 : Le drame de Shibuya (41) (渋谷事変 41, Shibuya Jihen 41) - Chapitre 124 : Le drame de Shibuya (42) (渋谷事変 42, Shibuya Jihen 42) |                  |                                                                          |                    |                                                                            |
| 15 | 4 mars 2021      | 978-4-08-882581-6                                                        | 2 juin 2022        | 979-10-327-1140-8                                                          |
| Liste des chapitres : - Chapitre 125 : Son histoire (あの子の話, Anoko no Hanashi) - Chapitre 126 : Le drame de Shibuya (43) (渋谷事変㊸, Shibuya Jihen 43) - Chapitre 127 : Le drame de Shibuya (44) (渋谷事変㊹, Shibuya Jihen 44) - Chapitre 128 : Le drame de Shibuya (45) (渋谷事変㊺, Shibuya Jihen 45) - Chapitre 129 : Le drame de Shibuya (46) (渋谷事変㊻, Shibuya Jihen 46) - Chapitre 130 : Le drame de Shibuya (47) (渋谷事変㊼, Shibuya Jihen 47) - Chapitre 131 : Le drame de Shibuya (48) (渋谷事変㊽, Shibuya Jihen 48) - Chapitre 132 : Le drame de Shibuya (49) (渋谷事変㊾, Shibuya Jihen 49) - Chapitre 133 : Le drame de Shibuya (50) (渋谷事変㊿, Shibuya Jihen 50) |                  |                                                                          |                    |                                                                            |
| 16 | 4 juin 2021      | 978-4-08-882688-2                                                        | 1er septembre 2022 | 979-1-03-271181-1                                                          |
| Liste des chapitres : - Chapitre 134 : Le drame de Shibuya (51) (渋谷事変 51, Shibuya Jihen 51) - Chapitre 135 : Le drame de Shibuya (52) (渋谷事変 52, Shibuya Jihen 52) - Chapitre 136 : Le drame de Shibuya (53) (渋谷事変 53, Shibuya Jihen 53) - Chapitre 137 : L'autre (堅白, Kenpaku) - Chapitre 138 : La famille Zen'in (禪院家, Zen'in-ke) - Chapitre 139 : Chasseur (狩人, Kariudo) - Chapitre 140 : Bourreau (執行, Shikkō) - Chapitre 141 : La façade arrière (うしろのしょうめん, Ushiro no Shōmen) - Chapitre 142 : Le fardeau de l'aîné (お兄ちゃん, Onii-chan no Senaka) |                  |                                                                          |                    |                                                                            |
| 17 | 4 octobre 2021   | 978-4-08-882736-0                                                        | 3 novembre 2022    | 979-1-03-271199-6 (édition standard) 979-1-03-271263-4 (édition Prestige)  |
| Extra: En France, l'édition Prestige de ce volume comprend un calendrier en acrylique identique à la version collector du volume 18 japonais. Une jaquette alternative est également incluse.Liste des chapitres : - Chapitre 143 : Encore une fois (もう一度, Mōichido) - Chapitre 144 : Là-Bas (あの場所, Ano Basho) - Chapitre 145 : Envers (裏, Ura) - Chapitre 146 : A propos de la traque meurtrière (死滅回遊について, Shimetsukaiyū ni Tsuite) - Chapitre 147 : Mêmes les pandas (パンダだって, Panda Datte) - Chapitre 148 : Parer à toute éventualité (1) (葦を啣む, Ashi o Fukumu) - Chapitre 149 : Parer à toute éventualité (2) (葦を啣む-弐-, Ashi o Fukumu -ni-) - Chapitre 150 : Parer à toute éventualité (3) (葦を啣む-参-, Ashi o Fukumu -san-) - Chapitre 151 : Parer à toute éventualité (4) (葦を啣む-肆-, Ashi o Fukumu -shi-) - Chapitre 152 : Parer à toute éventualité (épilogue) (葦を啣む-跋-, Ashi o Fukumu -batsu-)                                                                                       |                  |                                                                          |                    |                                                                            |
| 18 | 25 décembre 2021 | 978-4-08-882848-0 (édition standard) 978-4-08-908413-7 (édition limitée) | 5 janvier 2023     | 979-1-03-271269-6                                                          |
| EXTRA : Au Japon, l'édition limitée contient un calendrier en acrylique.Liste des chapitres : - Chapitre 153 : Matchs et paris (賭け試合, Kake Shiai) - Chapitre 154 : Infiltration (潜入, Sen'nyū) - Chapitre 155 : Ferveur (熱, Netsu) - Chapitre 156 : Étoiles scintillantes (きらきら星, Kira Kira Boshi) - Chapitre 157 : Rouage (部品, Buhin) - Chapitre 158 : Kogane (コガネ, Kogane) - Chapitre 159 : Procès (裁き, Sabaki) - Chapitre 160 : Arènes (結界, Kekkai) - Chapitre 161 : Tokyo 1 (1) (東京第1結界①, Tōkyō Dai-Ichi Koronī 1) |                  |                                                                          |                    |                                                                            |
| 19 | 4 avril 2022     | 978-4-08-883068-1 (édition standard) 978-4-08-908414-4 (édition limitée) | 6 avril 2023       | 979-1-03-271299-3                                                          |
| Liste des chapitres : - Chapitre 162 : Tokyo 1 (2) (東京第1結界②, Tōkyō Dai-Ichi Koronī 2) - Chapitre 163 : Tokyo 1 (3) (東京第1結界③, Tōkyō Dai-Ichi Koronī 3) - Chapitre 164 : Tokyo 1 (4) (東京第1結界④, Tōkyō Dai-Ichi Koronī 4) - Chapitre 165 : Tokyo 1 (5) (東京第1結界⑤, Tōkyō Dai-Ichi Koronī 5) - Chapitre 166 : Tokyo 1 (6) (東京第1結界⑥, Tōkyō Dai-Ichi Koronī 6) - Chapitre 167 : Tokyo 1 (7) (東京第1結界⑦, Tōkyō Dai-Ichi Koronī 7) - Chapitre 168 : Tokyo 1 (8) (東京第1結界⑧, Tōkyō Dai-Ichi Koronī 8) - Chapitre 169 : Tokyo 1 (9) (東京第1結界⑨, Tōkyō Dai-Ichi Koronī 9) - Chapitre 170 : Tokyo 1 (10) (東京第1結界⑩, Tōkyō Dai-Ichi Koronī 10) - Chapitre 171 : Tokyo 1 (11) (東京第1結界⑪, Tōkyō Dai-Ichi Koronī 11) |                  |                                                                          |                    |                                                                            |
| 20 | 4 août 2022      | 978-4-08-883201-2 (édition standard) 978-4-08-908434-2 (édition limitée) | 6 juillet 2023     | 979-10-327-1343-3 (édition standard) 979-10-327-1342-6 (édition Prestige)  |
| Extra: En France, l'édition Prestige de ce volume comprend 5 reliques rares et des photos issus du drame de Shibuya, ce coffret reprend les principaux goodies contenu dans la version collector du volume 19 japonais. Une jaquette alternative est également incluse.Liste des chapitres : - Chapitre 172 : Tokyo 1 (12) (東京第1結界⑫, Tōkyō Dai-Ichi Koronī 12) - Chapitre 173 : Tokyo 1 (13) (東京第1結界⑬, Tōkyō Dai-Ichi Koronī 13) - Chapitre 174 : Sendai (1) (仙台結界①, Sendai Koronī 1) - Chapitre 175 : Sendai (2) (仙台結界②, Sendai Koronī 2) - Chapitre 176 : Sendai (3) (仙台結界③, Sendai Koronī 3) - Chapitre 177 : Sendai (4) (仙台結界④, Sendai Koronī 4) - Chapitre 178 : Sendai (5) (仙台結界⑤, Sendai Koronī 5) - Chapitre 179 : Sendai (6) (仙台結界⑥, Sendai Koronī 6) - Chapitre 180 : Sendai (7) (仙台結界⑦, Sendai Koronī 7) |                  |                                                                          |                    |                                                                            |

#### Volumes 21 à 30
| no | Japonais         | Japonais                                                                 | Français                      | Français                                                                  |
| no | Date de sortie   | ISBN                                                                     | Date de sortie                | ISBN                                                                      |
| --- | ---------------- | ------------------------------------------------------------------------ | ----------------------------- | ------------------------------------------------------------------------- |
| 21 | 2 décembre 2022  | 978-4-08-883311-8                                                        | 5 octobre 2023                | 979-10-327-1363-1 (édition standard) 979-10-327-1364-8 (édition Prestige) |
| Liste des chapitres : - Chapitre 181 : Tokyo 2 (1) (東京第2結界①, Tōkyō Dai-Ni Koronī 1) - Chapitre 182 : Tokyo 2 (2) (東京第2結界②, Tōkyō Dai-Ni Koronī 2) - Chapitre 183 : Tokyo 2 (3) (東京第2結界③, Tōkyō Dai-Ni Koronī 3) - Chapitre 184 : Tokyo 2 (4) (東京第2結界④, Tōkyō Dai-Ni Koronī 4) - Chapitre 185 : ByeBye (バイバイ, Baibai) - Chapitre 186 : Tokyo 2 (5) (東京第2結界⑤, Tōkyō Dai-Ni Koronī 5) - Chapitre 187 : Tokyo 2 (6) (東京第2結界⑥, Tōkyō Dai-Ni Koronī 6) - Chapitre 188 : Tokyo 2 (7) (東京第2結界⑦, Tōkyō Dai-Ni Koronī 7) - Chapitre 189 : Tokyo 2 (8) (東京第2結界⑧, Tōkyō Dai-Ni Koronī 8) - Chapitre 190 : Tokyo 2 (9) (東京第2結界⑨, Tōkyō Dai-Ni Koronī 9) |                  |                                                                          |                               |                                                                           |
| 22 | 3 mars 2023      | 978-4-08-883434-4                                                        | 31 janvier 2024               | 979-10-327-1620-5                                                         |
| Liste des chapitres : - Chapitre 191 : Sakurajima (1) (櫻島結界①, Sakura-jima Koronī 1) - Chapitre 192 : Sakurajima (2) (桜島結界②, Sakura-jima Koronī 2) - Chapitre 193 : Sakurajima (3) (桜島結界③, Sakura-jima Koronī 3) - Chapitre 194 : Sakurajima (4) (桜島結界④, Sakura-jima Koronī 4) - Chapitre 195 : Sakurajima (5) (桜島結界⑤, Sakura-jima Koronī 5) - Chapitre 196 : Sakurajima (6) (桜島結界⑥, Sakura-jima Koronī 6) - Chapitre 197 : Sakurajima (7) (桜島結界⑦, Sakura-jima Koronī 7) - Chapitre 198 : Sakurajima (8) (桜島結界⑧, Sakura-jima Koronī 8) - Chapitre 199 : Surnom (仇名, Adana) |                  |                                                                          |                               |                                                                           |
| 23 | 4 juillet 2023   | 978-4-08-883628-7                                                        | 4 avril 2024                  | 979-10-327-1622-9                                                         |
| Liste des chapitres : - Chapitre 200 : Discussion directe (1) (直接会談①, Chokusetsu Kaidan 1) - Chapitre 201 : Discussion directe (2) (直接会談②, Chokusetsu Kaidan 2) - Chapitre 202 : Le sang et l'énergie (1) (血と油①, Chi to Abura 1) - Chapitre 203 : Le sang et l'énergie (2) (血と油②, Chi to Abura 2) - Chapitre 204 : Le sang et l'énergie (3) (血と油③, Chi to Abura 3) - Chapitre 205 : L'étoile et l'énergie (1) (星と油①, Hoshi to Abura 1) - Chapitre 206 : L'étoile et l'énergie (2) (星と油②, Hoshi to Abura 2) - Chapitre 207 : L'étoile et l'énergie (3) (星と油③, Hoshi to Abura 3) - Chapitre 208 : L'étoile et l'énergie (4) (星と油④, Hoshi to Abura 4) |                  |                                                                          |                               |                                                                           |
| 24 | 4 octobre 2023   | 978-4-08-883670-6                                                        | 4 juillet 2024                | 979-10-327-1624-3                                                         |
| Liste des chapitres : - Chapitre 209 : Offrande à l'inconnu (未知への供物, Michi e no kumotsu) - Chapitre 210 : Offrance à l'inconnu (2) (未知への供物②, Michi e no kumotsu 2) - Chapitre 211 : Maturation (熟む, Umu) - Chapitre 212 : Maturation (2) (熟む②, Umu 2) - Chapitre 213 : Naissance de la matrice (5) (呪胎戴天⑤, Jutaitaiten 5) - Chapitre 214 : Naissance de la matrice (6) (呪胎戴天⑥, Jutaitaiten 6) - Chapitre 215 : Naissance de la matrice (7) (呪胎戴天, Jutaitaiten 7) - Chapitre 216 : Bain (浴, Yoku) - Chapitre 217 : Bain 2 (浴②, Yoku 2) |                  |                                                                          |                               |                                                                           |
| 25 | 4 janvier 2024   | 978-4-08-883799-4                                                        | 3 octobre 2024                | 979-10-327-1626-7 (édition Standard) 979-10-327-1628-1 (édition Prestige) |
| Liste des chapitres : - Chapitre 218 : Bain 3 (浴③, Yoku 3) - Chapitre 219 : Bain 4 (浴④, Yoku 4) - Chapitre 220 : Pris à son propre piège (自淨自縛, Ji kiyoshi Jibaku) - Chapitre 221 : Gain et perte (得喪, Tokusō) - Chapitre 222 : Jetons de prévoyance (予兆, Yochō) - Chapitre 223 : La bataille du no man's land de Shinjuku (1) (人外魔境新宿決戦①, Jingai Makyō Shinjuku Kessen 1) - Chapitre 224 : La bataille du no man's land de Shinjuku (2) (人外魔境新宿決戦②, Jingai Makyō Shinjuku Kessen 2) - Chapitre 225 : La bataille du no man's land de Shinjuku (3) (人外魔境新宿決戦③, Jingai Makyō Shinjuku Kessen 3) - Chapitre 226 : La bataille du no man's land de Shinjuku (4) (人外魔境新宿決戦④, Jingai Makyō Shinjuku Kessen 4) - Chapitre 227 : La bataille du no man's land de Shinjuku (5) (人外魔境新宿決戦⑤, Jingai Makyō Shinjuku Kessen 5) |                  |                                                                          |                               |                                                                           |
| 26 | 4 avril 2024     | 978-4-08-883884-7 (édition standard) 978-4-08-908458-8 (édition limitée) | 3 avril 2025[réf. nécessaire] | 979-1-03-271956-5 (édition Standard)[réf. nécessaire]                     |
| Liste des chapitres : - Chapitre 228 : La bataille du no man's land de Shinjuku (6) (人外魔境新宿決戦⑥, Jingai Makyō Shinjuku Kessen 6) - Chapitre 229 : La bataille du no man's land de Shinjuku (7) (人外魔境新宿決戦⑦, Jingai Makyō Shinjuku Kessen 7) - Chapitre 230 : La bataille du no man's land de Shinjuku (8) (人外魔境新宿決戦⑧, Jingai Makyō Shinjuku Kessen 8) - Chapitre 231 : La bataille du no man's land de Shinjuku (9) (人外魔境新宿決戦⑨, Jingai Makyō Shinjuku Kessen 9) - Chapitre 232 : La bataille du no man's land de Shinjuku (10) (人外魔境新宿決戦⑩, Jingai Makyō Shinjuku Kessen 10) - Chapitre 233 : La bataille du no man's land de Shinjuku (11) (人外魔境新宿決戦⑪, Jingai Makyō Shinjuku Kessen 11) - Chapitre 234 : La bataille du no man's land de Shinjuku (12) (人外魔境新宿決戦⑫, Jingai Makyō Shinjuku Kessen 12) - Chapitre 235 : La bataille du no man's land de Shinjuku (13) (人外魔境新宿決戦⑬, Jingai Makyō Shinjuku Kessen 13) - Chapitre 236 : Au sud (南へ, Minami e)                                                                                          |                  |                                                                          |                               |                                                                           |
| 27 | 4 juillet 2024   | 978-4-08-884115-1                                                        | —                             |                                                                           |
| Liste des chapitres : - Chapitre 237 : La bataille du no man's land de Shinjuku (14) (人外魔境新宿決戦⑭, Jingai Makyō Shinjuku Kessen 14) - Chapitre 238 : La bataille du no man's land de Shinjuku (15) (人外魔境新宿決戦⑮, Jingai Makyō Shinjuku Kessen 15) - Chapitre 239 : Stupide survivant !! (バカサバイバー！！, Baka Sabaibā!!) - Chapitre 240 : Stupide survivant !! Vivre de (バカサバイバー！！〜生き残れ〜, Baka Sabaibā!! ~Ikinokore~) - Chapitre 241 : Stupide survivant !! Gagnez et passez à autre chose (バカサバイバー！！〜勝ち残れ〜, Baka Sabaibā!! ~Kachinokore~) - Chapitre 242 : Stupide survivant !! -Se soulever- (バカサバイバー！！〜成り上がれ〜, Baka Sabaibā!! ~Nariagare~) - Chapitre 243 : Stupide survivant !! -Soyez heureux- (バカサバイバー！！〜さんざめけ〜, Baka Sabaibā!! ~Sanzameke~) - Chapitre 244 : La bataille du no man's land de Shinjuku (16) (人外魔境新宿決戦⑯, Jingai Makyō Shinjuku Kessen 16) - Chapitre 245 : La bataille du no man's land de Shinjuku (17) (人外魔境新宿決戦⑰, Jingai Makyō Shinjuku Kessen 17)                                        |                  |                                                                          |                               |                                                                           |
| 28 | 4 octobre 2024   | 978-4-08-884211-0                                                        | —                             |                                                                           |
| Liste des chapitres : - Chapitre 246 : La bataille du no man's land de Shinjuku (18) (人外魔境新宿決戦⑱, Jingai Makyō Shinjuku Kessen 18) - Chapitre 247 : La bataille du no man's land de Shinjuku (19) (人外魔境新宿決戦⑲, Jingai Makyō Shinjuku Kessen 19) - Chapitre 248 : La bataille du no man's land de Shinjuku (20) (人外魔境新宿決戦⑳, Jingai Makyō Shinjuku Kessen 20) - Chapitre 249 : La bataille du no man's land de Shinjuku (21) (人外魔境新宿決戦㉑, Jingai Makyō Shinjuku Kessen 21) - Chapitre 250 : La bataille du no man's land de Shinjuku (22) (人外魔境新宿決戦㉒, Jingai Makyō Shinjuku Kessen 22) - Chapitre 251 : La bataille du no man's land de Shinjuku (23) (人外魔境新宿決戦㉓, Jingai Makyō Shinjuku Kessen 23) - Chapitre 252 : La bataille du no man's land de Shinjuku (24) (人外魔境新宿決戦㉔, Jingai Makyō Shinjuku Kessen 24) - Chapitre 253 : La bataille du no man's land de Shinjuku (25) (人外魔境新宿決戦㉕, Jingai Makyō Shinjuku Kessen 25) - Chapitre 254 : La bataille du no man's land de Shinjuku (26) (人外魔境新宿決戦㉖, Jingai Makyō Shinjuku Kessen 26) |                  |                                                                          |                               |                                                                           |
| 29 | 25 décembre 2024 | 978-4-08-884377-3                                                        | —                             |                                                                           |
| Liste des chapitres : - Chapitre 255 : La bataille du no man's land de Shinjuku (27) (人外魔境新宿決戦㉗, Jingai Makyō Shinjuku Kessen 27) - Chapitre 256 : La bataille du no man's land de Shinjuku (28) (人外魔境新宿決戦㉘, Jingai Makyō Shinjuku Kessen 28) - Chapitre 257 : La bataille du no man's land de Shinjuku (29) (人外魔境新宿決戦㉙, Jingai Makyō Shinjuku Kessen 29) - Chapitre 258 : La bataille du no man's land de Shinjuku (30) (人外魔境新宿決戦㉚, Jingai Makyō Shinjuku Kessen 30) - Chapitre 259 : La bataille du no man's land de Shinjuku (31) (人外魔境新宿決戦㉛, Jingai Makyō Shinjuku Kessen 31) - Chapitre 260 : La bataille du no man's land de Shinjuku (32) (人外魔境新宿決戦㉜, Jingai Makyō Shinjuku Kessen 32) - Chapitre 261 : La bataille du no man's land de Shinjuku (33) (人外魔境新宿決戦㉝, Jingai Makyō Shinjuku Kessen 33) - Chapitre 262 : La bataille du no man's land de Shinjuku (34) (人外魔境新宿決戦㉞, Jingai Makyō Shinjuku Kessen 34) |                  |                                                                          |                               |                                                                           |
| 30 | 25 décembre 2024 | 978-4-08-884378-0                                                        | —                             |                                                                           |
| Liste des chapitres : - Chapitre 263 : La bataille du no man's land de Shinjuku (35) (人外魔境新宿決戦㉟, Jingai Makyō Shinjuku Kessen 35) - Chapitre 264 : La bataille du no man's land de Shinjuku (36) (人外魔境新宿決戦㊱, Jingai Makyō Shinjuku Kessen 36) - Chapitre 265 : Ce jour-là (あの日, Ano Hi) - Chapitre 266 : La bataille du no man's land de Shinjuku (37) (人外魔境新宿決戦㊲, Jingai Makyō Shinjuku Kessen 37) - Chapitre 267 : La bataille du no man's land de Shinjuku (38) (人外魔境新宿決戦㊳, Jingai Makyō Shinjuku Kessen 38) - Chapitre 268 : Dénouement (決着, Ketchaku) - Chapitre 269 : Étude (検討, Kentō) - Chapitre 270 : La fin du rêve (夢の終わり, Yume no Owari) - Chapitre 271 : À partir de maintenant (これから, Kore Kara) |                  |                                                                          |                               |                                                                           |

## Adaptations

### Light novels
Deux light novels écrits par Ballad Kitaguni sont publiés sous le label Jump J-Books. Le premier, intitulé Jujutsu Kaisen: Soaring Summer and Returning Autumn (呪術廻戦　逝く夏と還る秋, Jujutsu Kaisen Iku Natsu to Kaeru Aki), sort le 1er mai 2019. Le second, intitulé Jujutsu Kaisen: The Path of Roses at Dawn (呪術廻戦　夜明けのいばら道, Jujutsu Kaisen Yoake no Ibara Michi), sort le 4 janvier 2020,. En France, le premier roman est paru individuellement et avec le collector du tome 13 le 10 février 2022 aux éditions Ki-oon. Le second roman est quant à lui sorti le 1er juin 2023.

### Série et film d'animation
Une adaptation en série d'animation est annoncée dans le numéro 52 du Weekly Shōnen Jump publié le 25 novembre 2019. Le mangaka Gege Akutami et les acteurs principaux apparaissent lors du Jump Festa '20 le 22 décembre 2019. La première saison de la série est constituée de 24 épisodes. Elle est produite par le studio MAPPA et réalisée par Sunghoo Park. Hiroshi Seko est le scénariste, Tadashi Hiramatsu le chara-designer, et Hiroaki Tsutsumi, Yoshimasa Terui et Arisa Okehazama les compositeurs de la bande originale. À partir de l'épisode 3, des courts-métrages animés intitulés en français Les juju en vadrouille ! (Juju Sanpo (呪術さんぽ)) insérés après les crédits suivent la vie quotidienne des personnages principaux. Le premier générique d'ouverture est Kaikai Kitan interprété par Eve et celui de fin Lost in Paradise feat. AKLO par ALI. Le deuxième générique d'ouverture est Vivid Vice interprété par Who-ya Extended et celui de fin Give it Back par Cö Shu Nie.
La série est diffusée sur la case horaire Super Animeism de MBS et TBS entre octobre 2020 et mars 2021, et par Crunchyroll en simulcast dans le monde entier, excepté en Asie,. Depuis le 20 novembre 2020, la plateforme de streaming américaine diffuse également une version doublée en français de la série réalisée par le studio de doublage Time-Line Factory, sous la direction artistique de Mélanie Anne Paillié, par des dialogues adaptés de Baptiste Barré,.
Après la diffusion du dernier épisode de la série le 27 mars 2021, un film d'animation adaptant le manga préquel Jujutsu Kaisen 0: Tokyo toritsu jujutsu kōtō senmon gakkō (呪術廻戦 0 東京都立呪術高等専門学校) est annoncé. Le long métrage est sorti le 24 décembre 2021 au Japon,. Il est diffusé au cinéma à partir du 16 mars 2022 en France, en Belgique et au Luxembourg.
Une deuxième saison est annoncée le 12 février 2022,. Le réalisateur Sunghoo Park est remplacé par Shōta Goshozono. La série adapte les arcs Kaigyoku/Gyokusetsu et Shibuya Incident et est diffusée pour deux cours consécutifs, soit six mois, depuis le 6 juillet 2023,. La diffusion se finit le 28 décembre 2023.
Le premier générique d'ouverture est Ao no Sumika (青のすみか) interprété par Tatsuya Kitani (ja) et celui de fin Akari (燈) par Soushi Sakiyama (ja). À partir du sixième épisode, un nouveau générique d'ouverture nommé Specialz est interprété par King Gnu tandis que le générique de fin nommé More Than Words est interprété par Hitsujibungaku.
Le 28 décembre 2023, à la fin du dernier épisode de saison, une nouvelle saison est annoncée, toujours animée par le studio MAPPA et adaptant l'arc Shimetsu Kaiyû. Avant cette diffusion, un film récapitulatif de la deuxième saison sort le 30 mai 2025.

### Théâtre
Le manga est adapté au théâtre par le metteur en scène Kensaku Kobayashi, sur un texte de Kōhei Kiyasu. Les pièces sont jouées entre 2022 et 2025. Le casting comporte notamment Nonoka Yamaguchi (Nobara Kugisaki), Sara Takatsuki (Maki Zenin), Takumi Kitamura (Larue), Ryōsuke Miura (Gojo Satoru) et Rei Fujita (Suguru Getō),,.

### Autres adaptations
Un fanbook, intitulé Jujutsu Kaisen Official Fanbook, qui contient des informations exclusives sur la série, des profils de personnages, des commentaires d'auteurs, une interview et un dialogue spécial entre Gege Akutami et l'auteur de Bleach, Tite Kubo, a été publié par Shūeisha le 4 mars 2021. En France, ce fanbook est sorti le 1er septembre 2022 aux éditions Ki-oon  (ISBN 979-10-327-1179-8).

## Réception

### Accueil critique
Pour Pauline Croquet du Monde, si « le style graphique cru d'Akutami et le design de ses créatures monstrueuses convainquent, c'est moins le cas de ses concepts de pouvoirs et « d'attaques » d'exorcisme, qu'il ne parvient à expliciter au fil des combats qu'en les accompagnant de larges notes intercalaires, coupant un peu la spontanéité et l'adrénaline essentielles à de tels récits ». La journaliste souligne néanmoins que la série constitue le deuxième meilleur démarrage pour une nouvelle série de Ki-oon, derrière My Hero Academia, avec plus de 200 000 copies vendues en 2020. Jujutsu Kaisen dépasse finalement My Hero Academia sur son année de lancement avec 275 000 copies vendues.
En 2018, la série est classée 1re des bandes dessinées recommandée par les employés de librairies japonaises via le site Honya Club. En 2019, elle remporte le 3e « Tsutaya Comic Awards » du Culture Convenience Club (en). La série est classée 31e de la liste des livres de l'année 2021 du magazine Da Vinci.

### Ventes et audiences
En décembre 2018, 600 000 exemplaires de la série sont en circulation au Japon, puis 770 000 le 1er février 2019, 1,1 million en février 2019, 2,5 million en novembre 2019, 4,5 million en mai 2020, 6,8 million en septembre 2020 et plus de 10 millions d'exemplaires en circulation (copies numériques comprises) en octobre 2020,. Jujutsu Kaisen est le 5e manga le plus vendu en 2020 pour la période entre novembre 2019 et novembre 2020, avec 6 702 736 exemplaires vendus.
Le 13 janvier 2021, Shūeisha annonce que le tirage de la série au Japon s'élève à 20 millions de copies contre les 8,5 millions de début octobre 2020 ; la maison d'édition indique que cette augmentation de 235% est en corrélation avec la diffusion de l'adaptation en anime depuis octobre 2020. Treize jours plus tard, le tirage comptabilise 5 millions de copies supplémentaires, soit un total de 25 millions ; une progression qui persévère en atteignant les 30 millions d'exemplaires, les ventes numériques incluses, le 9 février. Le tirage dépasse les 36 millions de copies début mars 2021, les 40 millions à la fin du mois puis les 50 millions fin mai 2021. En septembre 2021, le tirage atteint 55 millions d'exemplaires, soit une augmentation de 650 % depuis la diffusion de l'anime. Sur la période allant du 23 novembre 2020 au 21 novembre 2021, la série est classée à la première place du classement Oricon des mangas les plus vendus au Japon, avec plus de 30,9 millions d'exemplaires écoulés au format physique. En août 2022, le tirage atteint les 70 millions d'exemplaires. Sur la période allant du 22 novembre 2021 au 20 novembre 2022, la série est classée à la première place du classement Oricon des mangas les plus vendus au Japon, avec plus de 12,2 millions d'exemplaires écoulés au format physique. Le manga se classe à la quatrième position du classement Oricon lors de la première moitié de l'année 2023, avec plus de 3,7 millions d'exemplaires vendus.
La série compte 80 millions de copies en circulation à l'été 2023, puis 90 millions en janvier 2024. Il atteint les 100 millions d'exemplaires en septembre 2024, lors de la parution du dernier chapitre. Le manga est de nouveau à la première place des ventes Oricon sur l'année fiscale 2024.
La plateforme Crunchyroll a annoncé en décembre 2020 que la série d'animation « a déjà dépassé 1,5 million de vues en France », soit le meilleur démarrage d'une série sur le service depuis son arrivée dans le pays en 2013 ; la popularité de l'anime profite également à son œuvre d'origine, Ki-oon assurant que les ventes du tome 1 ont « bénéficié d'un bond exceptionnel de 65% » depuis la diffusion du premier épisode de la série d'animation en octobre 2020. La plateforme de diffusion annonce également en janvier 2021 le million et demi de vues dans les pays germanophones, faisant de la série « l'une des meilleures séries diffusées en simulcast » pour ces territoires, et rapporte que les ventes du manga sous sa marque Kazé a été multiplié par cinq en octobre et novembre 2020.

### Distinctions
La série manga est nommée pour le 65e Prix Shōgakukan dans la catégorie shōnen en 2019.
Lors des Anime Awards 2021 de Crunchyroll, la série d'animation remporte différentes catégories, notamment celui de « l'Anime de l'année », le « Meilleur Antagoniste » avec le personnage de Ryōmen Sukuna, ainsi que le « Meilleur Ending » avec Lost in Paradise par ALI feat. AKLO.

### Œuvres
Édition japonaise
1. 1 2 3  (ja) « 呪術廻戦 1 », sur Shūeisha.
2. 1 2  (ja) « 呪術廻戦 », sur Shūeisha.
3. 1 2  (ja) « 呪術廻戦 2 », sur Shūeisha.
4. 1 2  (ja) « 呪術廻戦 3 », sur Shūeisha.
5. 1 2  (ja) « 呪術廻戦 4 », sur Shūeisha.
6. 1 2  (ja) « 呪術廻戦 5 », sur Shūeisha.
7. 1 2  (ja) « 呪術廻戦 6 », sur Shūeisha.
8. 1 2  (ja) « 呪術廻戦 7 », sur Shūeisha.
9. 1 2  (ja) « 呪術廻戦 8 », sur Shūeisha.
10. 1 2  (ja) « 呪術廻戦 9 », sur Shūeisha.
11. 1 2  (ja) « 呪術廻戦 10 », sur Shūeisha.
12. 1 2  (ja) « 呪術廻戦 11 », sur Shūeisha.
13. 1 2  (ja) « 呪術廻戦 12 », sur Shūeisha.
14. 1 2  (ja) « 呪術廻戦 13 », sur Shūeisha.
15. 1 2  (ja) « 呪術廻戦 14 », sur Shūeisha.
16. 1 2  (ja) « 呪術廻戦 15 », sur Shūeisha.
17. 1 2  (ja) « 呪術廻戦 16 », sur Shūeisha.
18. 1 2  (ja) « 呪術廻戦 17 », sur Shūeisha.
19. 1 2  (ja) « 呪術廻戦 18 », sur Shūeisha.
20. 1 2  (ja) « 呪術廻戦 19 », sur Shūeisha.
21. 1 2  (ja) « 呪術廻戦 20 », sur Shūeisha.
22. 1 2  (ja) « 呪術廻戦 21 », sur Shūeisha.
23. 1 2  (ja) « 呪術廻戦 22 », sur Shūeisha.
24. 1 2  (ja) « 呪術廻戦 23 », sur Shūeisha.
25. 1 2  (ja) « 呪術廻戦 24 », sur Shūeisha.
26. 1 2  (ja) « 呪術廻戦 25 », sur Shūeisha.
27. 1 2  (ja) « 呪術廻戦 26 », sur Shūeisha.
28. 1 2  (ja) « 呪術廻戦 27 », sur Shūeisha.
29. 1 2  (ja) « 呪術廻戦 28 », sur Shūeisha.
30. 1 2  (ja) « 呪術廻戦 29 », sur Shūeisha.
31. 1 2  (ja) « 呪術廻戦 30 », sur Shūeisha.

Édition limitée
1. ↑  (ja) « 呪術廻戦 18巻 アクリルスタンドカレンダー（＋32キャラクターチャーム）付き同梱版 », sur Shūeisha.
2. ↑  (ja) « 呪術廻戦 19巻 記録──2018年10月“渋谷事変”にて秘匿された物品ならびに現場写真付き同梱版 », sur Shūeisha.
3. ↑  (ja) « 呪術廻戦 20巻 特製ピンズ20個付き同梱版 », sur Shūeisha.
4. ↑  (ja) « 呪呪術廻戦 26巻 記録──2006年8月或る男が遺した“天逆鉾”／2018年11月秘匿されていた“獄門疆「裏」”／当時の様子を記した印刷布ならびに現場写真付き同梱版 », sur Shūeisha.

Édition française
1. 1 2 3  « Jujustu Kaisen T.01 », sur Ki-oon.
2. 1 2 3  « Jujustu Kaisen T.02 », sur Ki-oon.
3. 1 2  « Jujustu Kaisen T.00 », sur Ki-oon.
4. 1 2  « Jujustu Kaisen T.03 », sur Ki-oon.
5. 1 2  « Jujustu Kaisen T.04 », sur Ki-oon.
6. 1 2  « Jujustu Kaisen T.05 », sur Ki-oon.
7. 1 2  « Jujustu Kaisen T.06 », sur Ki-oon.
8. 1 2  « Jujustu Kaisen T.07 », sur Ki-oon.
9. 1 2  « Jujustu Kaisen T.08 », sur Ki-oon.
10. 1 2  « Jujustu Kaisen T.09 », sur Ki-oon.
11. 1 2  « Jujustu Kaisen T.10 », sur Ki-oon.
12. 1 2  « Jujustu Kaisen T.11 », sur Ki-oon.
13. 1 2  « Jujustu Kaisen T.12 », sur Ki-oon.
14. 1 2  « Jujustu Kaisen T.13 », sur Ki-oon.
15. ↑  « Jujustu Kaisen T.13 Collector », sur Ki-oon.
16. 1 2  « Jujustu Kaisen T.14 », sur Ki-oon.
17. 1 2  « Jujutsu Kaisen T.15 », sur Ki-oon.
18. 1 2  « Jujutsu Kaisen T.16 », sur Ki-oon.
19. 1 2  « Jujutsu Kaisen T.17 », sur Ki-oon.
20. ↑  « Jujutsu Kaisen T.17 Prestige », sur Ki-oon.
21. 1 2  « Jujutsu Kaisen T.18 », sur Ki-oon.
22. 1 2  « Jujutsu Kaisen T.19 », sur Ki-oon.
23. 1 2  « Jujutsu Kaisen T.20 », sur Ki-oon.
24. ↑  « Jujutsu Kaisen T.20 Prestige », sur Ki-oon.
25. 1 2  « Jujutsu Kaisen T.21 », sur Ki-oon.
26. ↑  « Jujutsu Kaisen T.21 Prestige », sur Ki-oon.
27. 1 2  « Jujutsu Kaisen T.22 », sur Ki-oon.
28. 1 2  « Jujutsu Kaisen T.23 », sur Ki-oon.
29. 1 2  « Jujutsu Kaisen T.24 », sur Ki-oon.
30. 1 2  « Jujutsu Kaisen T.25 », sur Ki-oon.
31. ↑  « Jujutsu Kaisen T.25 Prestige », sur Ki-oon.